# Urban game
『Urban game 』 (アーバン・ゲーム) は、1988年11月21日にリリースされた原田真二、10作目のスタジオ・アルバムである。

## 帯コピー
今、AVENUEから新たなるWARM AIR　君はふたたび熱に抱かれる!

## 解説
NECアベニューからの移籍第一弾アルバムとなった本作のテーマは、当時の本人自筆ライナーによると　「都市生活におけるダンス・セラピー」
移籍に際してライブのバンド名をTHE AIRと改名。編成も7人と大きくなった。「ダンスやACTを取り入れたステージングが完成されてきた頃です」と記している。
後日、このライブツアーの模様が収められたライブビデオ『Live Act Urbangame』とライブアルバム『Just Urban Night』を、3曲以外は収録曲を変え、同時発売 (1989.9.21) している。
バラードは、10曲中シングルとなったラストの「You are my Energy」のみ。その「You are my Energy」では、コーラス部分をファンと一緒に録音して、名前を歌詞カードに明記するという自身初の試みを行った。
ジャケット及び歌詞カードのヴィジュアルは三宅島ロケ。アナログ盤は最後の発売となった。

## 収録曲
1. URBAN GAME (4:37)
2. REVUE NIGHT (4:33)
3. ROMANTIC DANCE　(4:37)　※CM　ロッテ・アーモンドチョコレート
4. STILL I LOVE YOU (5:08)
5. FLY （THEME OF I.S.A.） (4:23)　※CM　I.S.A.
6. I AM THE WAVES (4:03)
7. LUCKY BEAT　(5:17)
8. CAN YOU FEEL ME　(5:40)
9. WINDOWS (5:26)
10. YOU ARE MY ENERGY (6:10)　※ 先行Single （フジテレビ系アニメ 「F-エフ」 エンディングテーマ」）

### writers
- All SONGS, COMOSED, ARRANGED BY 原田真二
- （EXCEPT M-5 「FLY」 WORDS： 戸張郁子 ・James Yellowlees）

## MUSICIANS
- PRODUCED, PERFORMED BY 原田真二
- ALL SYNTHESIZER & COMPUTER PROGRAMMER： 深沢順
- PROGRAM ASSIST： 鈴木彰

### Additional Musicians
- SAX： 矢口博康
- BASS：Bobby Jan Watson (M-6)
- BASS： 有賀啓雄 (M-7)
- DRUMS： 藤井章司 (M-6)
- STRINGS： 金子飛鳥TEAM